# Phyllonorycter alnivorella
Phyllonorycter alnivorella är en fjärilsart som först beskrevs av Émile Louis Ragonot 1875.  Phyllonorycter alnivorella ingår i släktet guldmalar, och familjen styltmalar.
Artens utbredningsområde är:
- Frankrike.
- Portugal.
- Spanien.

Inga underarter finns listade i Catalogue of Life.